# چکری (کابل)
چکری (به لاتین: Chakari) یک منطقهٔ مسکونی در افغانستان است که در ولسوالی خاک جبار واقع شده‌است. چکری ۲٬۳۵۶ متر بالاتر از سطح دریا واقع شده‌است.